# 布蘭科市 (蘇克雷州)

布蘭科市（西班牙語：Municipio Andrés Eloy Blanco），是委內瑞拉的一個市，位於該國北部蘇克雷州，首府設於卡薩奈，面積721平方公里，海拔高度32米，2001年人口22,582，人口密度每平方公里31.32人。